# 2359 Debehogne
2359 Debehogne (1931 TV) là một tiểu hành tinh vành đai chính được phát hiện ngày 5 tháng 10 năm 1931 bởi K. Reinmuth ở Heidelberg.